# تايمز نيو رومان
تايمز نيو رومان (بالإنجليزية: Times New Roman) هو خط لاتيني مذيّل صُمم لسهولة القراءة في نصوص على هيئة فقرات. طلبت بتصميمه صحيفة ذي تايمز البريطانية عام 1931، وصممه ستانلي موريسون (Stanley Morison) وهو المستشار الفني للفرع البريطاني للشركة الأميركية مونوتيپ (حروف المونوتيب) لتقنيات الطباعة، بالتعاون مع فكتر لاردنت (Victor Lardent) وهو خطاط في قسم التسويق لدى ذي تايمز. مع أن صحيفة ذي تايمز لم تعد تستعمل هذا الخط، إلا أنه مازال مهما جدا في طباعة الكتب وفي الطباعة بصفة عامة، وأصبح من أكثر الخطوط شعبية وتأثيرا في التاريخ، ويعد خطا اعتياديا على معظم الحواسيب الشخصية.
تم إنشاء تايمز نيو رومان بفضل تأثير ستانلي موريسون من شركة مونوتيپ. كان موريسون المستشار الفني في مونوتيپ كما كان مؤرخ الطباعة ومستشارا غير رسمي لصحيفة ذي تايمز. عندما استشارته الصحيفة في إعادة تصميم، اقترح موريسون الاستعاضة عن الخط المجعد البالي المنتمي للقرن التاسع عشر المستخدم في المقالات بتصميم خط أكثر صرامة وصلبا يعود إلى تصاميم القرن الثامن عشر وما قبله،. تماشيا مع الأذواق السائدة آنذاك.
استعملت صحيفة ذي تايمز خط تايمز نيو رومان خلال 40 عام، ولكن تسببت تقنيات جديدة والتحول من تصميم القطع الكبير إلى التابلويد في تغيير الخط المستعمل للنص الأساسي 5 مرات بين 1972 و2007. مع ذلك، إلا أن هذه الخطوط كلها مجرد بدائل معدلة لتايمز نيو رومان الأصلي.
صار تايمز نيو رومان ناجحا للغاية حالما أصدر للبيع التجاري، ويعد أكثر خط معدني مبيعا صممته شركة مونوتيپ.

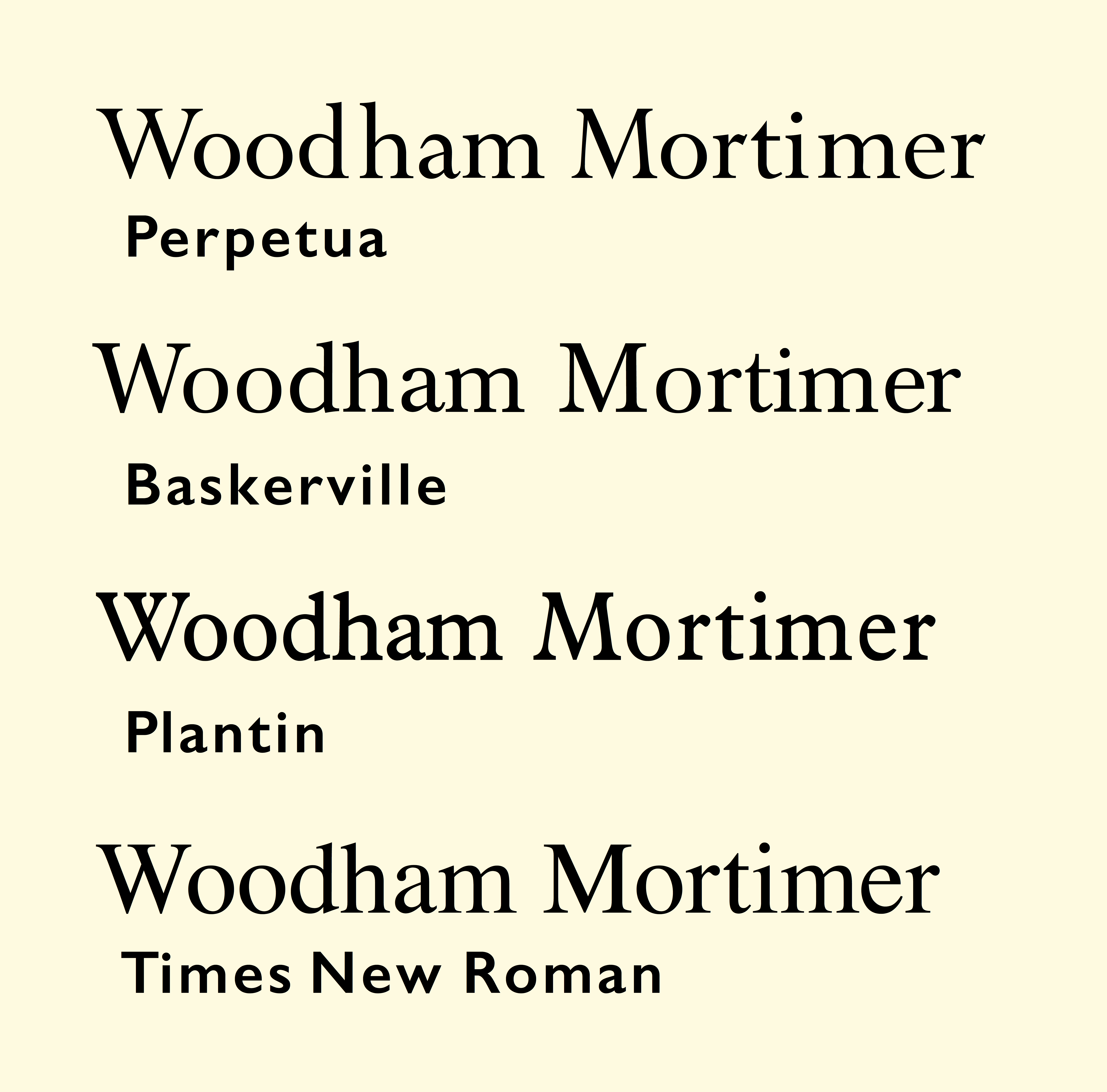
صورة رقمية لتايمز نيو رومان تحت الخطوط الثلاث التي كانت صحيفة ذي تايمز ستتخذ واحدا منها أساسا لمشروع الخط الجديد: برباتواPerpetua باسكرفيل Baskerville وبلانتن Plantin. يعتمد خط تايمز نيو رومان في الغالب على خط بلانتن، ولكن حروفه أطول عموديا وظهوره "معاصر" بآثار تنتمي للقرنين الثامن عشر والتاسع عشر، وخصوصا ازدياد التباين في الجرات. والحروف أضيق وأطول عموديا مقارنة بالخطين باسكرفيل وبرباتوا.

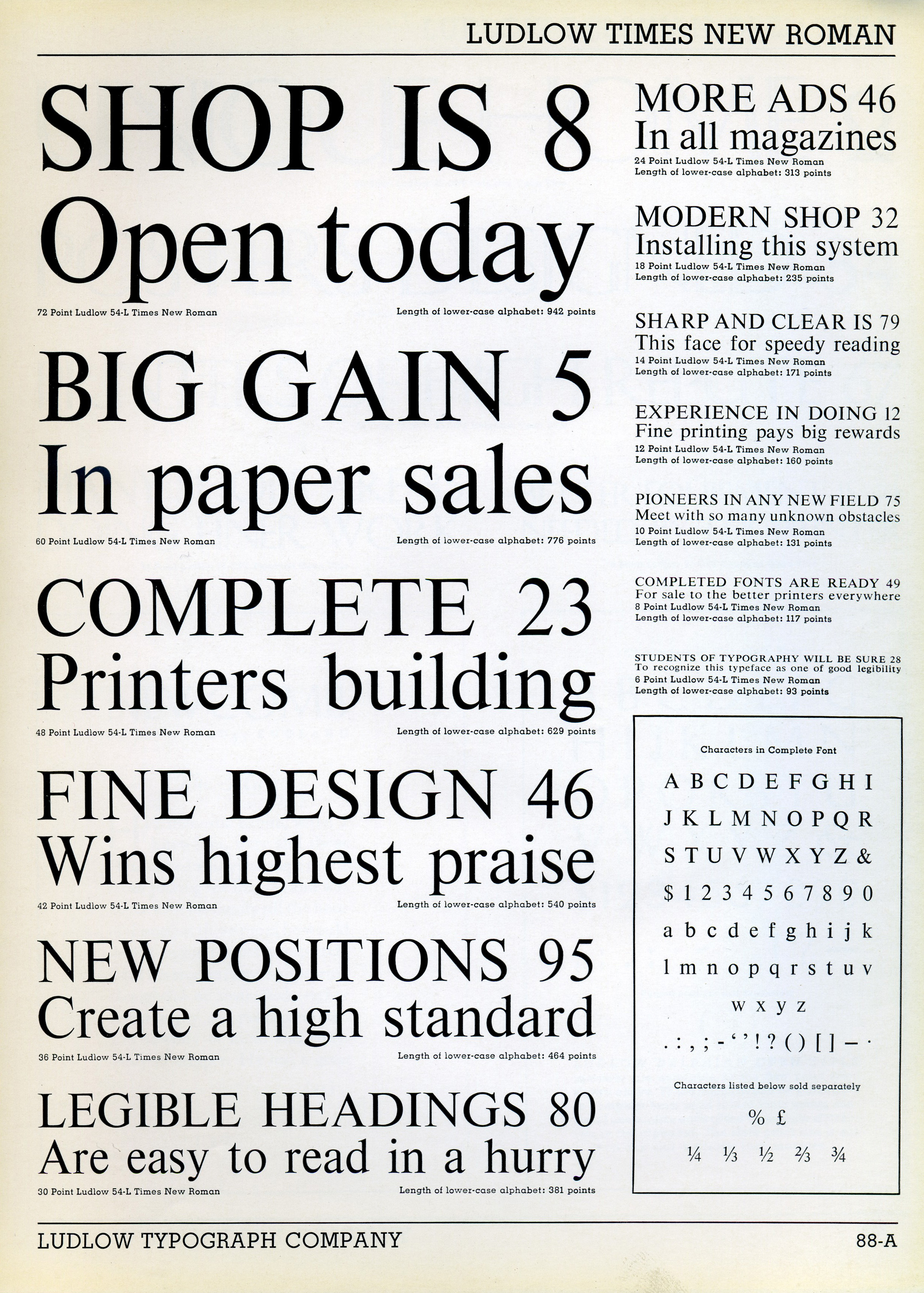
عينة لخط تايمز نيو رومان من فترة الطباعة المعدنية. عُدل التصميم في الأحجام الصغيرة زيادة لسهولة القراءة، وخصوصا في توسيع المسافات بين الحروف في حجمي 6 و8 في وسط يمين الصورة.

## الملاحظات
1. ↑  The Times's previous font was a Didone or Modern  [لغات أخرى]‏ design; James Mosley reports that it is the face Monotype sold as Series 7 or "Modern Extended", based on typefaces by Miller and Richard.[10][11] Fonts of its kind were standard in nineteenth- and early-twentieth century newspaper printing.[12] Now little-known, the success of its replacement has led to it sometimes being called Times Old Roman in reference to its successor and a famous cover of Monotype's trade journal Monotype Recorder which presented it under this name. Computer Modern is somewhat similar.
2. ↑  "The Changing Newspaper" articles in the Monotype Recorder are unsigned, but Allen Hutt, who also co-authored the issue, attributed them to Morison.[4]